# Філ Ансельмо
Філ Ансе́льмо (повне ім'я Філіп Хенсен Ансельмо, англ. Philip Hansen Anselmo) — американський музикант, що прославився як учасник грув-метал-гурту Pantera. Тепер[коли?] його основним гуртом є сладж-метал-гурт Down. Також він має власний лейбл звукозапису Housecore Records.

## Дитинство і юність
Філіп Хенсен Ансельмо народився в Новому Орлеані. Його батько володів невеликим рестораном, котрий закрився після урагану Катріна. Про дитинство Філіпа відомо мало. В декількох інтерв'ю, він описував себе як досить тиху і замкнуту дитину. В юності він деякий час працював на рибацькому човні. Також він розповідав, що одного разу підпалив свій будинок, щоб налякати свою сестру, але з пожежею не вдалось впоратися і їх дім згорів. Бувши підлітком Філ приєднався до гурту Samhain, а пізніше, на початку 80-х до Razor White. Не дивлячись на те, що у них була певна кількість власного матеріалу, вони грали переважно кавер-версії Judas Priest.

## Pantera
Pantera був маловідомим метал-гуртом з трьома альбомами, що випустили власними силами, коли до нього прийшов Філ Ансельмо. 1986 року було вирішено звільнити тодішнього вокаліста Терренса Лі, оскільки Терренс не підтримував прагнення трьох інших учасників до збільшення важкості звучання. Розшукуючи нового вокаліста гурт натрапив на 19-річного Ансельмо. 1987 року після декількох зустрічей його прийняли як штатного вокаліста. Музиканти гурту були так вражені Ансельмо, що вони перезаписали вокал для нового альбому вже за участю Філа. Філ переїхав до Техасу для запису альбому Power Metal, який вийшов в 1988 році на лейблі гурту Metal Magic Records. Після випуску цього альбому гурт змінив свій імідж, щоб більше підходити своєму новому важчому звучанню.
Pantera записали «Cowboys from Hell» у 1990, після чого пішов довгий тур на підтримку альбому. Гурт зняв уривки з цього туру для свого першого відео «Cowboys from Hell: The Videos», яке вийшло 1991 року.
У 1992 Pantera записали свій другий альбом «Vulgar Display of Power». Того ж року Pantera випустили промо-запис, котрий називався «Hostile Mixes». Він складався з 4 пісень, 3 з яких були реміксами. Перші два були зроблені Джастіном Бродеріком з Godflesh, а третій Джим Терлвелл з Foetus.
У 1994 Pantera записують «Far Beyond Driven», який дебютував на першому місці в США. Наприкінці червня того ж року Ансельмо був звинувачений у нападі після сутички з охоронцем. Але його випустили під заставу $ 5.000 наступного дня. Засідання суду переносилося кілька разів на пізніший термін. Але в підсумку, в травні 1995 року він просив вибачення в суді, визнав себе винним у спробі нападу, і був засуджений до 100 годин громадських робіт.
У 1996 Pantera випускають свій четвертий альбом, названий "The Great Southern Trendkil ". Ансельмо записував вокальні партії в Новому Орлеані, в той час, як Дайм, Вінні і Рекс перебували в студії в Техасі. У 1997 Pantera записують і випускають свою єдину офіційну збірку живих записів «Official Live: 101 Proof». Вона також містила дві нові пісні — «I Can't Hide» і «Where You Come From». У 2000 Pantera записали свій останній студійний альбом «Reinventing the Steel».
У 2003 Pantera випустили альбом — компіляцію «The Best of Pantera: Far Beyond the Great Southern Cowboys' Vulgar Hits!». Альбом містив пісні зі всіх п'яти альбомів, записаних з Ансельмо, а також три кавери: «Planet Caravan» та «Hole in the Sky», написані Black Sabbath і «Cat Scratch Fever» Теда Ньюджента. Бонусний DVD містив всі кліпи, випущені гуртом. Наприкінці цього року Pantera розпалися через конфлікти між Даймом і Вінні з одного боку та Ансельмо з іншого.
Після розпаду Ансельмо присвятив більшу частину часу свого давнього проєкту Superjoint Ritual. Брати Еббот заснували Damageplan з колишнім гітаристом Halford Патріком Лехманом як вокалістом і Бобом Зілля як басистом. Деякі фанати звинувачували Філіпа у розпаді Pantera, чому додатково посприяла перепалка через пресу між ним і братами Еббот. Ансельмо звинуватив журналістів у перекручуванні його слів, сказавши, що вони «випускають те, що легше продати». Басист Pantera Рекс Браун, який займав нейтральну позицію, заявляв, що в розколі винні обидві сторони.
Після того, як Вінні Пол негативно відгукнувся про Superjoint Ritual сказавши, що Ансельмо не може дивитися на речі тверезо, Філ відповів: «Велике жовтопузе немовля плаче лише тому, що їх фронтмен в іншій групі <…> Вони бояться своїх власних тіней, але я все одно бажаю їм успіху. Я все ще люблю їх». Кульмінаційним моментом інформаційної війни між ним і братами Еббот стало його твердження, що «Даймбег заслуговує того, щоб його гарненько побили» в грудневому номері Metal Hammer. Пізніше він заперечував, що сказав це, але пізніше в VH1 «Behind the Music», визнав, але додав, що ці слова були вирвані з контексту і він мав на увазі інше. Як би то не було, Вінні Пол повідомив пресі, що слухав аудіозапис цього інтерв'ю і зробив висновок, що фронтмена було процитовано вірно.
У грудні 2004 Даймбег Даррел був убитий під час виступу Damageplan. На прохання родини гітариста, Ансельмо не був запрошений на похорон.
У довгому та емоційному відео, розміщеному на YouTube, Ансельмо вибачився за свою поведінку. Він також розповів, що записував «Over the Under», намагаючись змиритися з втратою. Down присвятили свою пісню «Lifer» Даймбегу Даррелу.